# 春日町 (福島市)
春日町（かすがちょう）は、福島県福島市の町名。丁番を持たない単独町名である。郵便番号は960-8116。

## 地理
市の本庁所管にあたる中央東地域に属し、中心市街地の北東部、信夫山の山裾に位置する。東西は福島市道北五老内町松浪町線から福島市道春日町5号線にかけての約600m、南北は福島市道松浪町春日町4号線から福島市道入江町7号線にかけての約400mの範囲を町域とする。北で信夫山地区（東から鴇頭森、山居上、所窪、清水山、大明神、狩野）、北東で入江町、東で松浪町、南東で旭町、南で山下町、西で霞町と隣接する。上町に所在する 福島警察署及び天神町に所在する福島消防署のそれぞれ管轄にあたる。

## 歴史
1940年代に従来の大字小山荒井を廃し、地番呼称変更が行われ設置された。1964年に住居表示が実施され現在に至る。

## 世帯数と人口
2021年（令和3年）10月31日現在の世帯数と人口は以下の通りである。
| 町丁   | 世帯数  | 人口  |
| ------ | ------- | ----- |
| 春日町 | 495世帯 | 964人 |

## 小・中学校の学区
市立小・中学校に通う場合、学区は以下の通りとなる。
| 番地 | 小学校                 | 中学校                 |
| ---- | ---------------------- | ---------------------- |
| 全域 | 福島市立福島第三小学校 | 福島市立福島第二中学校 |

## 交通

### 鉄道
- 域内に鉄道施設は無い。

### 道路
- 福島市道28号太平寺山口線
- 福島市道108号仲間町春日町線

### バス
福島交通路線バス
- 福島県文化センター
  - メロディバス（1番ポール）

## 施設
- 福島県文化センター
  - 福島県歴史資料館
- 福島市立ふくしま中央認定こども園春日園舎
- 臨済宗慈恩寺
- 春日町緑地